# Hermes con Dioniso
L'Hermes con Dioniso è una scultura in marmo pario (h. 215 cm) di Prassitele, databile al 350-330 a.C. circa e conservata nel Museo archeologico di Olimpia. La critica è divisa su chi la considera opera originale e chi la ritiene invece una copia ellenistica dell'originale perduto.

## Storia
Lo Stato greco firmò nel 1874 un accordo con l'Impero Tedesco per l'esplorazione archeologica di Olimpia. Gli scavi, condotti da un team tedesco, furono avviati nel 1875 sotto la direzione di Ernst Curtius. L'8 maggio 1877, tra le rovine dell'Heraion, venne rinvenuta la scultura di Hermes col fanciullo Dioniso, citata da Pausania proprio in quel sito. Protetta da uno strato di argilla, si presentò in ottime condizioni conservative, nonostante alcune parti lacunose. Altri frammenti vennero scoperti poco dopo, tra cui il tronco su cui la statua si appoggia, coperto da un ampio drappo, e del piedistallo.
Di non facile soluzione è il problema attributivo. Se l'uso del marmo pario distingue la statua dalle copie di epoca romana, alcuni dettagli tecnici, come l'uso del trapano nei capelli o i segni di particolari scalpelli sulla schiena e sul tronco (la sgorbia e la gradina), farebbero pensare a un'opera più tarda, ellenistica. Nonostante queste considerazioni non è possibile stabilire se tali espedienti fossero stati sperimentati magari da Prassitele stesso.
Potrebbe essere che la statua sia stata fatta da Prassitele stesso per due motivi:
1. Pausania il Periegeta, un noto scrittore greco, disse di aver visto questa statua nel tempio di Zeus a Olimpia, dove è stata ritrovata dai tedeschi.
2. Il marmo è scolpito così delicatamente da sembrare dipinto.

È quindi possibile che questa statua sia stata fatta dalle mani dello stesso Prassitele.
A Hermes mancano l'avambraccio destro, due dita della mano sinistra, entrambe le gambe dalle ginocchia alle caviglie, il piede sinistro e il pene; al neonato Dioniso mancano le braccia, a parte la mano destra appoggiata sulla spalla di Hermes, e la punta del piede destro.

## Descrizione e stile

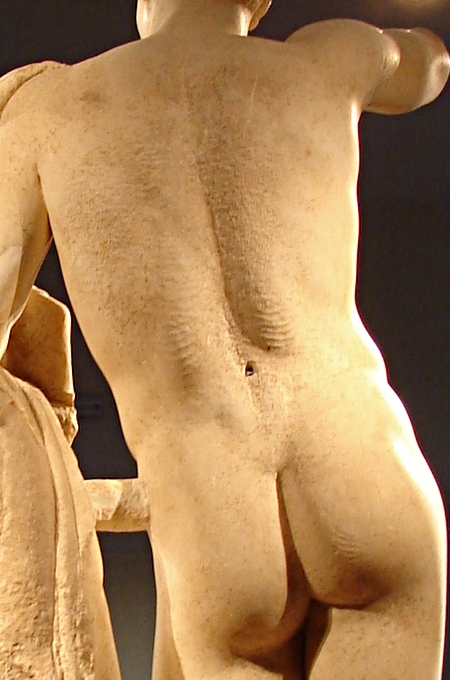
il retro della statua

Secondo la mitologia greca, Dioniso era il figlio di Zeus e di Semele, una mortale, figlia di Cadmo, re di Tebe. Spaventata da una dimostrazione di forza di Zeus, Semele morì di paura e il dio, sapendo che era incinta, le prese il bambino dal ventre e lo portò nella coscia; dopo sei mesi nacque Dioniso, che venne affidato alle cure del fratello Hermes. È probabile che la statua venne fatta come un'allegoria della pace tra gli abitanti di Elide, che aveva Hermes come patrono, e Arcadia, che aveva per patrono Dioniso.
Il tema del rapporto tra uomo e bambino era forse già stato trattato dal padre di Prassitele, Cefisodoto, come ricorda Plinio. Hermes, nudo, si sporge verso il fanciullo seduto sull'avambraccio sinistro, mentre il destro è sollevato, forse per distrarre il bambino con un grappolo d'uva. Le divinità sono calate in un contesto affettuoso e quotidiano, come nessuno prima di Prassitele aveva fatto, e la tradizionale verticalità della figura è abbandonata in favore di forme più sinuose e sbilanciate, tanto che in questo caso è necessaria la presenza del sostegno a sinistra.
Per la prima volta Prassitele si concentra sugli sguardi dei due personaggi, tanto da far risultare una scena intensa.
Grande attenzione è riservata alla psicologia dei personaggi, dagli sguardi lontani e malinconici.
Il sapiente trattamento del marmo genera un forte colorismo, soprattutto nei capelli e nella chioma del dio adulto, riprendendo una caratteristica di Fidia. Il panneggio appare morbido e leggero.
La scultura rappresenta anche molta umanità ed un rapporto fraterno tra il dio e il fanciullo.

## Nella cultura di massa
- La statua è presente (sia in forma di busto che come statua intera) come uno dei quattro protagonisti nell'anime Sekko Boys.